# Damt
Damt – miasto w Jemenie, w muhafazie Ad-Dali. W 2004 roku liczyło 14 877 mieszkańców.